# Gustav Tweer

Gustav Tweer

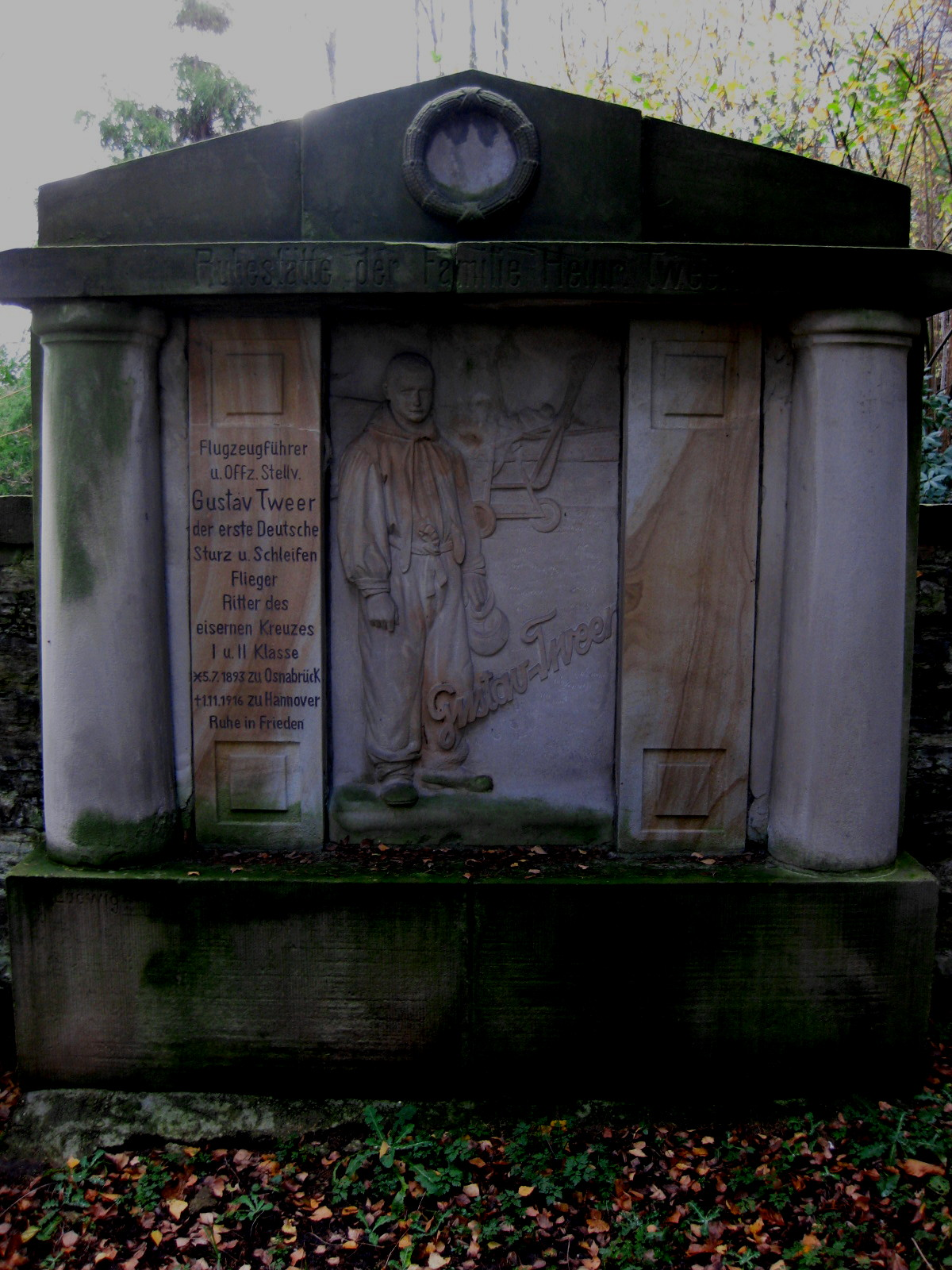
Grabmal auf dem Johannisfriedhof in Osnabrück

Gustav Tweer (* 5. Juli 1893 in Osnabrück; † 1. November 1916 in  Hannover) war ein deutscher Kunstflieger und Flugpionier. Er war der erste deutsche Sturz- und Schleifenflieger.

## Leben
Gustav Tweer besuchte das Gymnasium Carolinum in Osnabrück. Anschließend absolvierte er eine kaufmännische Ausbildung.
Er lernte die Kunstfliegerei von dem Franzosen Adolphe Pégoud, der der erste Kunstflieger war.
Seinen Pilotenschein mit der Nummer 180 bekam er am 18. April 1912 nach erfolgreicher Ausbildung in der Flugschule von Hans Grade. Tweer hatte seine Flugausbildung in Münster an der Flugschule von Kurscheidt begonnen, wechselte aber recht bald zu Grade in Bork in der Mark (Brandenburg)
Er veranstaltete im Juni 1912 einen „kaiserlichen Flugtag“ auf dem „Vehrter Rennplatz“, einer zur damaligen Zeit bekannten Pferderennbahn.
Gustav Tweer machte verschiedene Flugvorführungen, unter anderem in Weimar und Erfurt, wo er am 31. Mai 1914 auf dem Johannesplatz seine Kunststücke vorführte. In Osnabrück stand man seiner „Zirkusfliegerei“ zunächst skeptisch gegenüber. Ab Ende 1912 konnte er das Flugfeld Netter Heide nutzen.
Bei Beginn des Ersten Weltkriegs meldete er sich als Freiwilliger. Er flog als Artillerie-Beobachter an der Ost- und Westfront sowie bewaffneten Begleitschutz für Aufklärer. 1915 wurde er vom Kriegsdienst abberufen und wechselte als „Einflieger“ zur „HAWA“, der Hannoverschen Waggonfabrik, nach Hannover. Dort verunglückte er am 1. November 1916 tödlich, als er einen neuen Flugzeugtyp einflog. Die Maschine stürzte auf die Vahrenwalder Heide.
Begraben ist Gustav Tweer in Osnabrück auf dem Johannisfriedhof.

## Auszeichnungen
- Eisernes Kreuz (1914) II und I. Klasse